# Porella wataugensis
Porella wataugensis là một loài rêu trong họ Porellaceae. Loài này được (Sull.) M. Howe mô tả khoa học đầu tiên năm 1897.